# Ivo Lima
Ivo Lima (Bahia, 1975) é um compositor, instrumentista e produtor musical brasileiro, formado em música pela Universidade Federal de Pernambuco. É irmão do também compositor Chrystian Lima.

## Informações gerais
- Teve músicas gravadas por artistas de gêneros como o sertanejo e o forró, além da Banda Calypso,[2][3] sendo parceiros constantes em suas obras compositores como: Chrystian Lima, Beto Caju, Marquinhos Maraial e Edu Luppa.[4]
- Em 2002, o grupo Cheiro de Amor gravou sua composição “Dont Go” (com Chrystian Lima), no álbum "Ballet de Rua".
- Em 2003, sua composição "A Gente Se Ve Lá!", em parceria com Chrystian Lima e Gilton Andrade, foi a faixa-título de disco gravado pelo grupo Calcinha Preta. No mesmo disco, teve gravadas suas composições "Jogo Sujo", "Por Amor" e "O Que É Que Eu Vou Fazer?", em parceria com Chrystian Lima.[5]
- Em 2005, sua composição "Leilão", em parceria com Chrystian Lima foi gravada pela dupla César Menotti & Fabiano, no álbum Palavras de Amor - Ao Vivo e foi uma das músicas mais executadas no Brasil naquele ano.[6]
- Em 2008, César Menotti & Fabiano gravaram sua composição "Máquina do Tempo", em parceria com Chrystian Lima e Elivandro Cuca, no DVD Voz do Coração.
- Em 2010, teve sua composição "O Que É, O Que É?", com Chrystian Lima, Elvis Pires e Rodrigo Mell, gravada por Leonardo no álbum Alucinação.
- Em 2016, produziu o álbum Histórias de Amor, do cantor Leonardo Sullivan. Das 13 faixas do disco, 11 são de autoria de Ivo e seu irmão Chrystian Lima.[7]